# 杨家沟镇
杨家沟镇，是中华人民共和国陕西省榆林市米脂县下辖的一个乡镇级行政单位。

## 行政区划
杨家沟镇下辖以下地区：
王家湾村、宫硷村、桑沟则村、艾渠村、候家沟村、管家咀村、前马家园则村、后马家园则村、高兴村庄村、马家小沟村、岳家岔村、寺沟村、杨家沟村、巩家沟村、李家寺村、李均沟村、罗硷村、李村圪捞村和何岔村。

## 中国传统村落
2012年，杨家沟村被评为首批“中国传统村落”。